# Egon Richter (Physiker)
Egon Walter Richter (* 24. März 1928 in Holzhausen; † 1. Juni 2020 in Braunschweig) war ein deutscher Physiker und Hochschullehrer. Er wirkte als Professor für Theoretische Physik an den Universitäten von Kiel und Braunschweig.

## Leben
Egon Richter, geboren als Sohn von Margarete Richter, geborene Hahn-Banisch, und des Kaufmanns Walter Richter im sächsischen Holzhausen (heute in Leipzig), machte 1946 sein Abitur an der Leibniz-Schule in Leipzig. Er studierte Physik, erhielt 1954 sein Diplom und wurde 1956 an der Technischen Universität München zum Dr. rer. nat. promoviert; 1960 folgte die Habilitation an der Universität Kiel und begann seine Lehrtätigkeit als Privatdozent. Dort war er von 1965 bis 1968 außerplanmäßiger Professor für Theoretische Physik, ab 1966 als Wissenschaftlicher Rat und Professor. Als ordentlicher Professor lehrte er dieses Fach von 1968 bis 1993 an der TU Braunschweig. Richters Forschungsschwerpunkte waren die Plasmaphysik und  der Magnetismus, insbesondere kraftfreie Magnetfelder (Seine Habilitationsschrift ist die erste zu diesem Thema erschienene Monographie).
Seit 1969 war Richter Mitglied der Braunschweigischen Wissenschaftlichen Gesellschaft und dort von 1981 bis 1984 Vorsitzender der Klasse für Mathematik und Naturwissenschaften. Er war zudem Mitglied der Deutschen Physikalischen Gesellschaft und der Gesellschaft Deutscher Naturforscher und Ärzte. Er ist Mitautor von drei Auflagen eines Lehrbuchs für Höhere Mathematik.
Egon Richter war evangelisch, ab 1961 mit Ursula Richter, geborene Dahmke, verheiratet und hatte zwei Kinder (Eva und Stefanie). Sein Bruder war der Kunstkritiker Horst Richter.

## Publikationen (Auswahl)
- Erweiterung der Theorie magnethydrodynamischer Wellen und Anwendung auf inhomogene Schichten. Dissertation TU München 1956.
- Zur Theorie kraftfreier Magnetfelder. Habilitationsschrift CAU Kiel 1960.
- Zum Energiespektrum der isotopen hydromagnetischen Turbulenz. In: Zeitschrift für Physik. Band 174, 1963, S. 314–325.
- Magnethydrodynamik. In: Naturwissenschaftliche Rundschau. Band 18, Nr. 4, 1964, S. 131–143.
- Das Gaußsche Prinzip des kleinsten Zwanges. In: Abhandlungen der Braunschweigischen Wissenschaftlichen Gesellschaft (= ABWG). Band 27, 1977, S. 237–242.
- Nachruf auf Max Kohler vom 15. Oktober 1982. In: ABWG. Band 34, 1982, S. 225–228.
- Zur mathematischen Beschreibung mechanischer Systeme – Kurzfassung. In: Jahrbuch der Braunschweigischen Wissenschaftlichen Gesellschaft (= JBWG). 1983, S. 17–18.
- Symmetrien im Kosmos und Mikrokosmos (Kurzfassung). In: JBWG. 1986, S. 11–16.
- Strukturuntersuchungen kraftfreier Magnetfelder. In: ABWG. Band 42, 1990/1991, S. 161–168.
- mit Georg Joos: Höhere Mathematik für Praktiker. Thun, Frankfurt am Main 1979; 13. Auflage (unter dem Titel Höhere Mathematik. Ein kompaktes Lehrbuch für Studium und Beruf) ebenda 1994, ISBN 3-8171-1353-6.
- Über die partiellen Differentialgleichungen des magnetohydrostatischen Gleichgewichts. In: JBWG. 1995, S. 89–90.
- Ähnlichkeitslösungen der magnetohydrostatischen Gleichungen In: ABWG. 46, 1995, S. 79–88.